# Vincenzo Galilei
Vincenzo Galilei, italijanski luterist, skladatelj in glasbeni teoretik, * 1520, † 2. julij 1591.
Vincenzo je bil oče Galilea Galilea.